# Regeneración del suelo

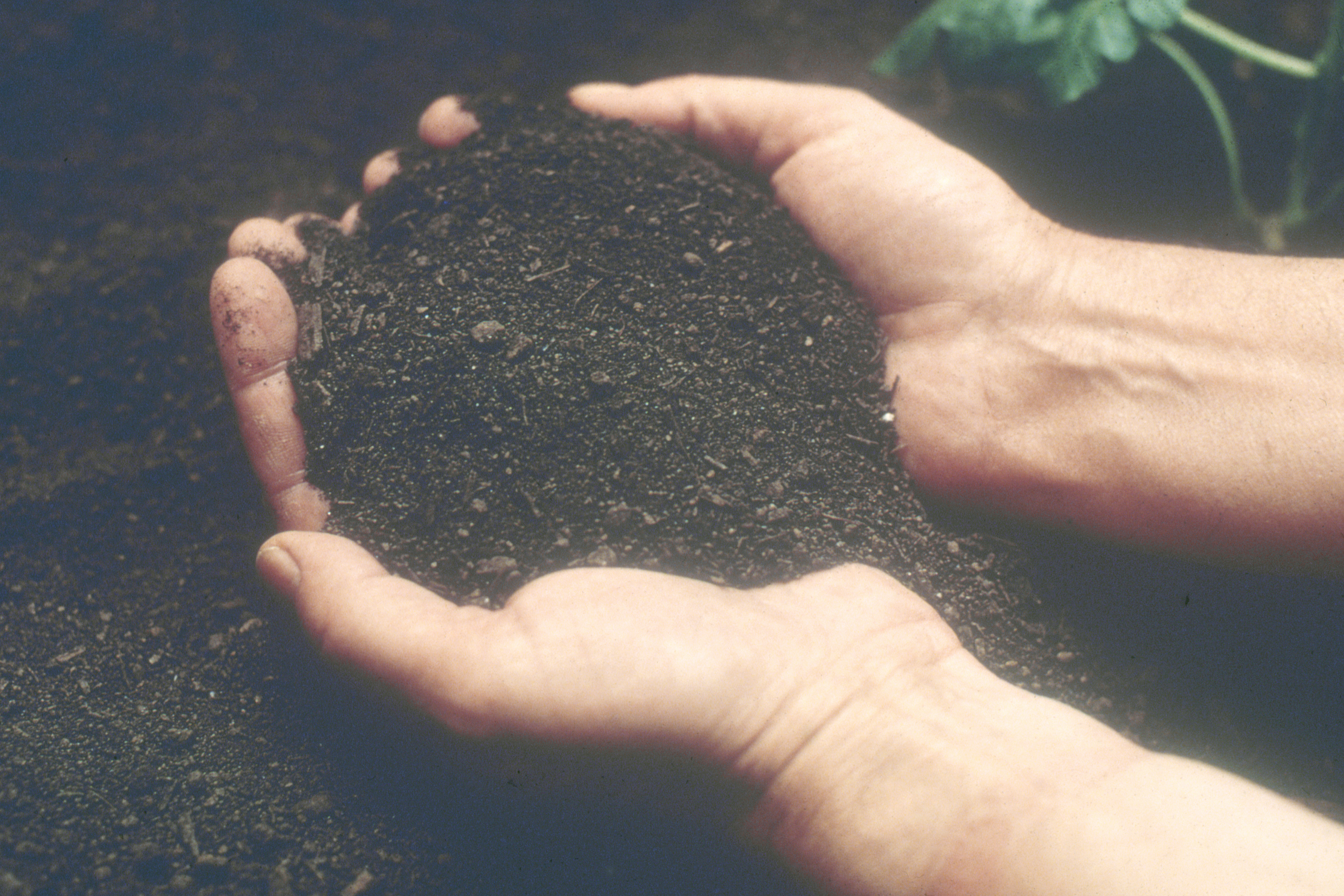
Suelo

La regeneración del suelo es una forma particular de regeneración ecológica dentro del campo de la ecología de la restauración, creando nuevos suelos y rejuveneciendo la salud del mismo al minimizar la pérdida de su capa superior, al retener más carbono del que se agota, aumentar la biodiversidad y mantener un ciclo adecuado de agua y nutrientes. Esto tiene muchos beneficios, tales como: pérdida del carbono en el suelo en respuesta a una creciente amenaza del cambio climático, un menor riesgo de erosión del suelo y mayor resiliencia general del suelo.

## Conceptos básicos del suelo

### Calidad del suelo

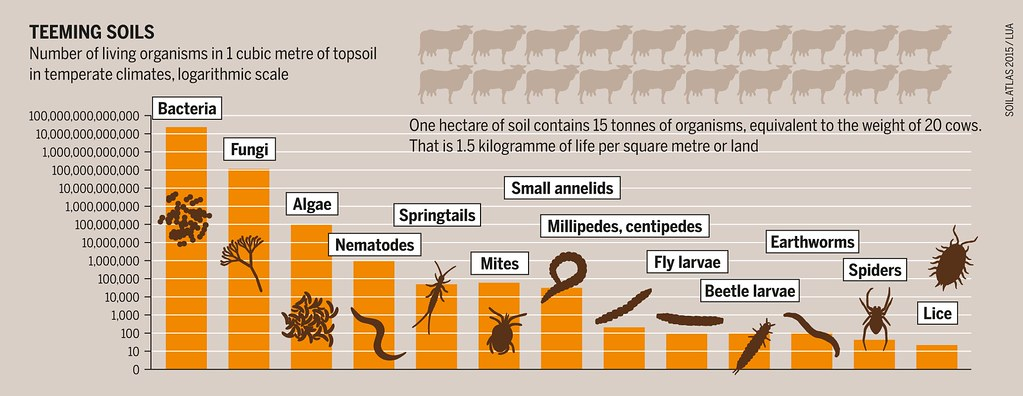
Gráfico de barras de organismos del suelo

El suelo es parte integral de una variedad de servicios ecosistémicos. Estos servicios incluyen alimentos, alimentos para animales y producción de fibra, moderación climática, eliminación de desechos, filtración de agua, ciclo elemental y mucho más. El suelo está compuesto de materia orgánica (plantas, animales y microbios en descomposición), biomasa (plantas, animales y microbios vivos), agua, aire, minerales (arena, limo y arcilla) y nutrientes (nitrógeno, carbono, fósforo).
Para un crecimiento óptimo de las plantas, se debe mantener una proporción adecuada de carbono a nitrógeno de 20–30. Esto se puede hacer cultivando una variedad de plantas, siempre manteniendo el suelo cubierto, manteniendo un sistema de raíces vivas y minimizando la alteración del suelo. Los macro y microorganismos ayudan en procesos como la descomposición el ciclo de nutrientes, la supresión de enfermedades y la moderación del CO2 en la atmósfera. Las plantas tienen una relación particularmente simbiótica con los microbios en la rizosfera del suelo. La rizósfera es un "área de actividad microbiana concentrada cerca de la raíz" y donde el agua y los nutrientes están fácilmente disponibles. 
Las plantas intercambian carbohidratos por nutrientes excretados por los microbios, diferentes carbohidratos soportan diferentes microbios. Las plantas muertas y otra materia orgánica también alimentan la variedad de organismos en el suelo. Los organismos como las lombrices de tierra y las termitas son ejemplos de macroorganismos en el suelo. Una buena indicación de que tienes un suelo de calidad es la falta de plagas y enfermedades. La baja biodiversidad aumenta el riesgo de plagas y enfermedades.

### Degradación de los suelos

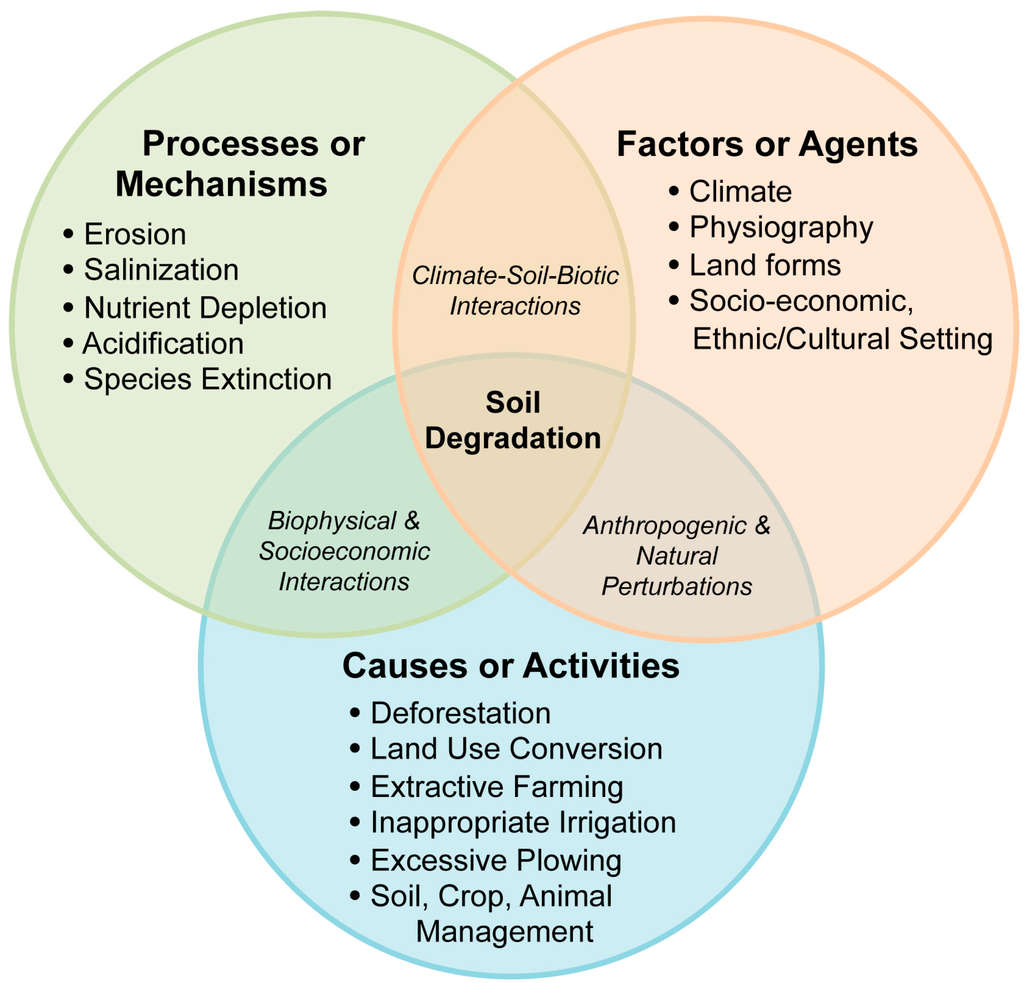
Degradación del suelo que atribuye factores, causas y efectos

Tener demasiado o muy poco de cualquiera de los componentes del suelo puede causar la degradación del suelo . Por ejemplo, tener un alto contenido de arcilla reduce la aireación y la permeabilidad al agua. Otro ejemplo es que, aunque el fósforo y el nitrógeno son esenciales para el crecimiento de las plantas, son tóxicos en grandes cantidades. La degradación del suelo significa que la calidad del suelo ha disminuido, lo que hace que disminuyan las funciones del ecosistema. Un tercio de la tierra del mundo tiene suelo degradado; especialmente los trópicos y subtropicales con alrededor de 500 millones de hectáreas. La degradación del suelo ocurre debido a fuerzas físicas, químicas y biológicas. Estas fuerzas pueden ser naturales y antropogénica. La labranza es un ejemplo físico que causa erosión, compactación y disminución de la actividad microbiana. La erosión es "uno de los problemas más serios que enfrenta la calidad del suelo urbano", y el problema se ve agravado por el suelo descubierto. La compactación ocurre cuando el suelo se junta y se vuelve más duro, por lo que la capacidad de retener aire y el agua es disminuida. Esto aumenta la erosión y las inundaciones, disminuye la capacidad de las plantas para desarrollar buenos sistemas de raíces y reduce la diversidad biológica. El pastoreo excesivo es otro ejemplo en el que se daña el sistema de raíces debajo del suelo, lo que reduce la permeabilidad al agua. La acidificación la salinización la lixiviación de nutrientes y la contaminación por toxinas son algunos tipos de degradación química. Las toxinas pueden acumularse en el suelo a partir de procesos industriales como la minería y la gestión de residuos. Algunos ejemplos biológicos incluyen la pérdida de biodiversidad la emisión de gases de efecto invernadero, contenido reducido de carbono y una capacidad reducida para secuestrar carbono. Una de las formas más predecibles de determinar si se ha producido una degradación del suelo es medir su contenido de carbono orgánico. La reserva de carbono orgánico del suelo es extremadamente importante para la fertilidad del suelo.

## El cambio climático y el ciclo del carbono
La mayoría de los gases de efecto invernadero están compuestos principalmente de carbono y producen un efecto en el que el aire más cálido que es calentado por el sol no sale de la atmósfera al formar una barrera en la troposfera. Según el panel intergubernamental sobre el cambio climático los gases de efecto invernadero producidos por la actividad humana son la causa más importante del cambio climático global desde la década de 1950. Sin interacción humana, el carbono se elimina y se reintroduce en el suelo a través de una variedad de procesos ecosistémicos conocidos comociclo del carbono los humanos han estado influyendo significativamente en el ciclo global del carbono desde la Revolución Industrial a través de varios medios, como el transporte y la agricultura. A través de estas acciones, la mayor parte de este carbono se ha movido en una dirección, desde la litosfera y las biosferas hasta la atmósfera. Por medio de los combustibles fósiles y la agricultura intensiva gran parte del carbono natural en la pedosfera de la Tierra se ha liberado a la atmósfera, contribuyendo a los gases de efecto invernadero.

## Prácticas regenerativas
"La tierra trabaja para ti si tú trabajas para la tierra". Hay muchas maneras de regenerar el suelo y mejorar la calidad del suelo, como la gestión de la tierra mediante la agricultura de conservación. La agricultura es uno de los principales factores en el agotamiento de la riqueza del suelo en la historia humana. Ciertas prácticas agrícolas pueden agotar el suelo de carbono, como el monocultivo donde solo se cosecha un tipo de cultivo en un campo temporada tras temporada. Esto agota los nutrientes del suelo porque cada tipo de planta tiene un conjunto específico de nutrientes que necesita para crecer o que puede volver a fijar en el suelo. Con una falta de diversidad de plantas, solo se absorberán ciertos nutrientes. Con el tiempo, estos nutrientes se agotarán del suelo. La agroecología es una categoría general de enfoques para crear un sistema agrícola más sostenible y aumentar la salud del suelo. Estas prácticas agrícolas de conservación utilizan muchas técnicas y recursos para mantener un suelo saludable. Algunos ejemplos son los cultivos de cobertura, la rotación de cultivos la reducción de la perturbación del suelo, la retención de mantillo y el manejo integrado de nutrientes. Estas prácticas tienen muchos beneficios, incluido el aumento del secuestro de carbono y la reducción del uso de combustibles fósiles. 
La permacultura (de permanente y agricultura) es un tipo de agricultura de conservación que es un enfoque de pensamiento sistémico que busca aumentar el contenido de carbono del suelo utilizando patrones y procesos naturales. Hay un fuerte énfasis en el conocimiento de las plantas, los animales y los ciclos naturales para promover la producción de alimentos de alta eficiencia, disminuir la dependencia de la participación humana y crear un ecosistema sostenible y resistente. Esto se puede lograr a través de técnicas que implican el paisajismo intencional para aumentar la eficiencia de la captura de lluvia en el sistema o mediante la colocación de plantas fijadoras de nitrógeno cerca de las plantas que requieren nitrógeno, como las leguminosas. La utilización de las interconexiones de varias plantas, animales y procesos es una práctica clave en la permacultura. Las plantas nativas deben usarse siempre que sea posible, sus raíces ayudan a que el agua se infiltre profundamente en el suelo agroecología también incluye la idea de manejo holístico. Este enfoque surge del trabajo de Allan Savory quien afirma que el pastoreo planificado puede mejorar la salud del suelo y revertir los efectos de la desertificación al aumentar la biomasa. La desertificación ocurre cuando el contenido de carbono del suelo se reduce severamente, lo que reduce en gran medida la fertilidad del suelo. Esto inhibe críticamente el crecimiento de las plantas: sin plantas, el suelo no puede retener suficiente agua y se vuelve seco y quebradizo con el tiempo. La permacultura y la gestión holística son dos métodos diferentes que se centran en la regeneración de la biomasa el contenido de nutrientes y la biodiversidad del suelo. Cuanta más biomasa haya en el suelo, más carbono se puede secuestrar para sostener el ecosistema natural.
También hay muchos tipos de acondicionadores para el suelo tanto orgánicas como inorgánicas. Promueven la calidad del suelo en una variedad de formas, tales como: secuestrar toxinas, equilibrar el pH del suelo, agregar nutrientes y promover la actividad de los organismos. Las condiciones actuales del suelo determinarán qué tipo de enmienda y cuánto usar. Los acondicionadores inorgánicas generalmente se usan para cosas como mejorar la textura y la estructura del suelo, equilibrar el pH y limitar la biodisponibilidad de las toxinas de metales pesados. Hay dos tipos de enmiendas inorgánicas, alcalinas y minerales. Algunos ejemplos de enmiendas inorgánicas incluyen ceniza de madera, piedra caliza molida y lodo rojo. Las enmiendas minerales incluyen yeso y materiales de dragado. Las enmiendas orgánicas mejoran la actividad biológica, la permeabilidad al agua y la estructura del suelo mantillo por ejemplo, reduce la erosión y ayuda a mantener la temperatura del suelo.
El compost es rico en materia orgánica, está compuesto de materia descompuesta como alimentos, vegetación y desechos animales. Agregar compost aumenta la humedad y el contenido de nutrientes del suelo y promueve la actividad biológica. La creación de compost requiere un manejo cuidadoso de la temperatura, la relación carbono-nitrógeno, el agua y el aire. Biochar es una enmienda que está llena de carbono y se crea por pirólisis, un proceso de descomposición a alta temperatura. Los desechos de los animales son enmiendas comunes del suelo, generalmente su estiércol. El contenido de humedad y nutrientes variará dependiendo del animal del que provenga. También se pueden utilizar los desechos humanos, como los subproductos biosólidos de las aguas residuales. Los biosólidos pueden tener un alto contenido de nutrientes, por lo que deben usarse con moderación.

## Véase También
- Agricultura Regenerativa
- Agricultura Sintrópica